# ماتیو سانتوس
ماتیو سانتوس (انگلیسی: Matthew Santos؛ زادهٔ ۲۸ دسامبر ۱۹۸۲) یک موسیقی‌دان اهل ایالات متحده آمریکا است. وی از سال ۲۰۰۶ میلادی تاکنون مشغول فعالیت بوده‌است.